# Annona nutans
Annona nutans es una especie de planta de la familia Annonaceae. Es originaria de Argentina, Bolivia, Brasil y Paraguay. En Argentina se encuentra generalmente en las provincias de Chaco, Formosa y Salta. Robert Elias Fries, el botánico sueco que describió formalmente a la especie por primera vez, la llamó así por sus pedúnculos recurrentes que dan a las flores un aspecto de asentimiento (nutanes en latín).

## Descripción
Es un arbusto de 5 a 6 metros de altura. Sus ramas tienen lenticelas discretas de color marrón. Sus hojas ovales membranosas son 3 a 5 por 2.5 a 3.2 centímetros con ápice redondeado que termina en un punto pequeño abrupto. Las hojas no tienen pelo en su superficie superior y en su superficie inferior, excepto a lo largo de la nervadura central y las venas cuando son jóvenes. Las hojas tienen 10 venas secundarias que emanan de cada lado de la nervadura central. Sus pecíolos tienen 2 milímetros de largo y tienen una ranura en su parte superior. Sus pedúnculos recurvados son de 2.5 a 4 centímetros de largo, extra- axilares y generalmente emergen frente a una hoja. Los pedúnculos son solitarios o en pares. Los pedúnculos tienen una bráctea, cubierta de pelos de color óxido, en su base y otra en su punto medio.
Sus sépalos están unidos para formar un cáliz con lóbulos triangulares que llegan a un punto. La superficie externa del cáliz está cubierta de pelos sedosos de color óxido. Sus pétalos están unidos para formar una corola, de 1.5 a 2.3 centímetros de diámetro, que consta de 3 lóbulos anchos que se alternan con 3 lóbulos estrechos. La superficie exterior de la corola está cubierta de finos pelos de color óxido. La corola es de color amarillo a ocre con manchas moradas en el interior. Su estambre tiene 1.8 a 2.2 milímetros de largo con filamentos planos. El tejido conectivo entre los lóbulos de la antera se extiende para formar una tapa. Sus flores tienen múltiples carpelos que forman un gineceo en forma de cono. Sus ovarios de 4 lados en forma de prisma tienen 0.9 a 1 milímetros de largo. Sus estilos carnosos y cuadrangulares son de 0.9 a 1 milímetros de largo y terminan en estigmas ovoides. Los estilos más externos están cubiertos de finos pelos glandulares. El fruto anaranjado maduro tiene 5 centímetros de diámetro y 7 centímetros de largo.

### Biología reproductiva
El polen de Annona nutans se desprende como tétradas permanentes.

### Distribución y hábitat
Se ha observado crecer en campos, llanuras arenosas y valles.

### Usos
Fue descrito como comestible en 1914 por el botánico estadounidense William Edwin Safford. Se ha informado que la pulpa de la fruta salvaje y fresca se utiliza como fuente de alimento en Brasil.